# Max a Jeremie
Max a Jeremie (v originále Max et Jérémie) je francouzsko-italský hraný film z roku 1992, který režírovala Claire Devers. Snímek měl světovou premiéru dne 14. října 1992.

## Děj
Starý vysloužilý zabiják se sblíží s mladším násilníkem, který ho má zabít, ale který ho  obdivuje.

## Obsazení
| Philippe Noiret            | Robert Maxendre zvaný Max |
| Christopher Lambert        | Jérémie Kolachowsky       |
| Jean-Pierre Marielle       | Almeida                   |
| Christophe Odent           | Jacky Cohen               |
| Fjodor Fjodorovič Šaljapin | Sam Marberg               |
| Thierry Gimenez            | Richard                   |
| Jean-Pierre Miquel         | Maubuisson                |
| José Quaglio               | Eugène Agopian            |
| Patrick Rocca              | pobočník                  |
| Christine Dejoux           | Lisa                      |
| Jean-Marc Maurel           | chlap                     |
| Michèle Laroque            | Suzanne                   |
| Volker Marek               | Němec                     |
| Karin Viardová             | dívka                     |
| Martine Le Saule           | chůva                     |
| Patrick Aurignac           | Eric                      |
| Nanou Garcia               | uklízečka                 |

## Ocenění
- César: nominace v kategorii nejlepší herec ve vedlejší roli (Jean-Pierre Marielle)